# Thống Nhất, Gia Lai
Thống Nhất là một phường thuộc tỉnh Gia Lai, Việt Nam.
Phường Thống Nhất có diện tích 10,19 km², dân số năm 2008 là 11.045 người, mật độ dân số đạt 1.084 người/km². Dân số năm 2018 là 27.761 người, mật độ dân số đạt 2.724 người/km².
Theo Nghị quyết số 1664/NQ-UBTVQH15 năm 2025, hợp nhất toàn bộ diện tích tự nhiên và dân số của 3 phường: Đống Đa, Yên Thế và Thống Nhất thành phường Thống Nhất.